# Til far
Til far er en personlig dokumentarfilm instrueret af Mathias Broe som også har skrevet manuskript. 

## Handling
Mange familier døjer med alkoholisme, og for mange er det et tabu. "Til far" viser, hvordan alkoholisme påvirker familien indefra. Gennem en personlig fortælling får vi indblik i, hvor let alkoholisme kan ødelægge et forhold far og søn imellem, men også hvordan håb og frustration går hånd i hånd i kampen mod sygdommen.